# Snarestone
Snarestone is een civil parish in het bestuurlijke gebied North West Leicestershire, in het Engelse graafschap Leicestershire met 312 inwoners.